# 붉은배다람쥐
붉은배다람쥐 또는 술라웨시자이언트다람쥐(Rubrisciurus rubriventer)는 다람쥐과에 속하는 설치류의 일종이다. 붉은배다람쥐속(Rubrisciurus)의 유일종이다. 최근까지 칼로스키우루스속으로 분류되었지만, 1990년대에 별도의 속으로 분리되었다. 인도네시아 술라웨시섬의 토착종으로 널리 분포한다. 술라웨시섬의 북쪽 생이르 섬에서도 발견된다. 머리부터 몸까지 길이가 25cm 정도로 다람쥐류로는 튼 편이다. 섬 열대 우림의 나무 위에서 서식한다.